# Алджер (Вашингтон)
Алджер (англ. Alger) — переписна місцевість (CDP) в США, в окрузі Скеджіт штату Вашингтон. Населення — 507 осіб (2020).

## Географія
Алджер розташований за координатами 48°36′39″ пн. ш. 122°19′48″ зх. д. / 48.61083° пн. ш. 122.33000° зх. д. (48.610811, -122.329877).  За даними Бюро перепису населення США в 2010 році переписна місцевість мала площу 6,74 км², з яких 6,72 км² — суходіл та 0,02 км² — водойми.

## Демографія
Згідно з переписом 2010 року, у переписній місцевості мешкали 403 особи в 162 домогосподарствах у складі 107 родин. Густота населення становила 60 осіб/км².  Було 176 помешкань (26/км²).
Расовий склад населення:
| - 88,8 % — білих - 2,2 % — корінних американців - 1,7 % — азіатів - 5,2 % — осіб інших рас |

До двох чи більше рас належало 2,0 %. Частка іспаномовних становила 8,4 % від усіх жителів.
За віковим діапазоном населення розподілялося таким чином: 19,6 % — особи молодші 18 років, 66,8 % — особи у віці 18—64 років, 13,6 % — особи у віці 65 років та старші. Медіана віку мешканця становила 42,8 року. На 100 осіб жіночої статі у переписній місцевості припадало 117,8 чоловіків;  на 100 жінок у віці від 18 років та старших — 120,4 чоловіків також старших 18 років.
За межею бідності перебувало 35,5 % осіб, у тому числі 100,0 % дітей у віці до 18 років та 0,0 % осіб у віці 65 років та старших.
Цивільне працевлаштоване населення становило 49 осіб. Основні галузі зайнятості: науковці, спеціалісти, менеджери — 34,7 %, будівництво — 34,7 %, роздрібна торгівля — 30,6 %.